# Adelard de Spoleto
Adelard (de asemenea, Adalhard sau Adalard) a fost pentru scurtă vreme duce de Spoleto, din martie până în august 824.
Înainte de a fi numit în Spoleto, Adelard fusese conte al palatului. El a devenit duce de Spoleto pentru a-i succeda lui Suppo I, însă a murit după cinci luni și a fost înlocuit cu fiul lui Suppo, Mauring. 